# (8679) Tingstäde
(8679) Tingstäde (1992 EG8) – planetoida z pasa głównego asteroid okrążająca Słońce w ciągu 5 lat i 104 dni w średniej odległości 3,03 au. Została odkryta 2 marca 1992 roku.